# Pseudodiaptomus colefaxi
Pseudodiaptomus colefaxi is een eenoogkreeftjessoort uit de familie van de Pseudodiaptomidae. De wetenschappelijke naam van de soort is voor het eerst geldig gepubliceerd in 1966 door Bayly.